# Zawisza Bydgoszcz SA
Zawisza Bydgoszcz – polski klub piłkarski. Spadkobierca tradycji Kujawiaka Włocławek przeniesionego do Bydgoszczy zimą sezonu 2005/2006. Drużyna występowała w II lidze w sezonach 2005/2006 oraz 2006/2007.

## Historia
Drugoligowa drużyna Kujawiak/Hydrobudowa Włocławek 21 lutego 2006 zmieniła nazwę na Zawisza Bydgoszcz S.A. i przeniosła się z Włocławka do Bydgoszczy. Kujawiak/Hydrobudowa po rundzie jesiennej zajmował siódme miejsce w II lidze, ze stratą 7 punktów do lidera. Rundę wiosenną z tej pozycji rozpoczął jako Zawisza Bydgoszcz S.A. Natomiast prowadzony przez Stowarzyszenie Piłkarskie Zawisza kontynuował swoją grę bez zmian. Rozpoczął rundę wiosenną w IV lidze.
We wrześniu 2006 roku wrocławska prokuratura zatrzymała ówczesnego prezesa Zawiszy S.A. Wojciecha K., podejrzanego o korupcję. W związku z aferą korupcyjną w polskiej piłce nożnej klubowi groziły surowe kary, nawet degradacja. 1 lutego 2007 zarząd spółki ogłosił decyzję o wycofaniu drużyny z rozgrywek rundy wiosennej sezonu 2006/2007. Według działaczy powodem takiej decyzji była „fatalna atmosfera wokół polskiej piłki”.
6 marca 2007 roku drużyna została rozwiązana i oficjalnie wycofana z rozgrywek II ligi.

## Kadra na sezon 2005/2006
Opracowano na podstawie materiału źródłowego.

## Kadra na sezon 2006/2007
Opracowano na podstawie materiału źródłowego.